# Partido Comunista Polaco
En diciembre de 1918 se produjo la fusión entre la Socialdemocracia del Reino de Polonia y Lituania y el Partido Socialista Polaco – Izquierda, dando lugar al nuevo Partido Comunista de los Trabajadores de Polonia o PCTP (en polaco, Komunistyczna Partia Robotnicza Polski; KPRP). El nuevo partido mantuvo una postura contraria al nacionalismo polaco y partidaria de la Rusia bolchevique que le llevó a apoyar al Ejército Rojo durante la Guerra polaco-soviética. Esa posición le granjeó la hostilidad de importantes sectores de la población polaca, lo que hizo que sus resultados electorales fueran pobres.
En 1925 cambió su nombre a Partido Comunista Polaco, PCP (Komunistyczna Partia Polski; KPP). Se opuso al régimen autoritario impuesto por el mariscal Pilsudski y fue ilegalizado en 1929. Finalmente, en 1937 Stalin asesinó a la mayor parte de sus dirigentes y al año siguiente disolvió el partido acusándolo de trotskismo, de luxemburguismo y de estar infiltrado por la policía.

## Creación
En noviembre de 1917 los bolcheviques tomaron el poder en lo que había sido la Rusia imperial. En 1918 se produjo el colapso del Imperio austrohúngaro y más tarde se desencadenó una revolución en el Imperio Alemán. De esta forma, las tres potencias que se habían repartido Polonia en el siglo XVIII se encontraban derrotadas y en trance de desaparición. Los nacionalistas polacos aprovecharon la oportunidad y Jozef Pilsudski fue nombrado jefe del Estado en Varsovia. Pero los indeterminados territorios que los polacos consideraban suyos estaban quebrantados por la guerra; la industria estaba colapsada; los trabajadores, desempleados; la producción agraria, hundida; la población, hambrienta; el Ejército Rojo avanzaba hacia el oeste al retirarse el vencido ejército alemán y en numerosas ciudades industriales se habían formado consejos de trabajadores que habían ocupado el vacío de poder dejado por los germanos. El Partido Socialdemócrata del Reino de Polonia y Lituania seguía oponiéndose a la independencia y esperando la extensión de la revolución. En diciembre de 1918 se fusionó con sus aliados del Partido Socialista Polaco — Izquierda para formar el nuevo Partido Comunista de los Trabajadores de Polonia.
Sin embargo, Pilsudski fue capaz de hacer concesiones para alcanzar un entendimiento con la derecha nacionalista de los Demócratas Nacionales y consolidar el nuevo Estado. Para ello, convocó elecciones pluripartidistas a una nueva Dieta para el 26 de enero de 1919. El nuevo Partido Comunista pidió la abstención, pero no tuvo ningún éxito y se formó un parlamento fragmentado pero equilibrado que en febrero aprobó la llamada «pequeña constitución», adoptada con carácter provisional. Pilsudski fue ratificado como jefe del Estado, ahora con escasos poderes, pero siguió ostentando el poder militar y puso en pie un considerable ejército.

## La guerra contra Rusia

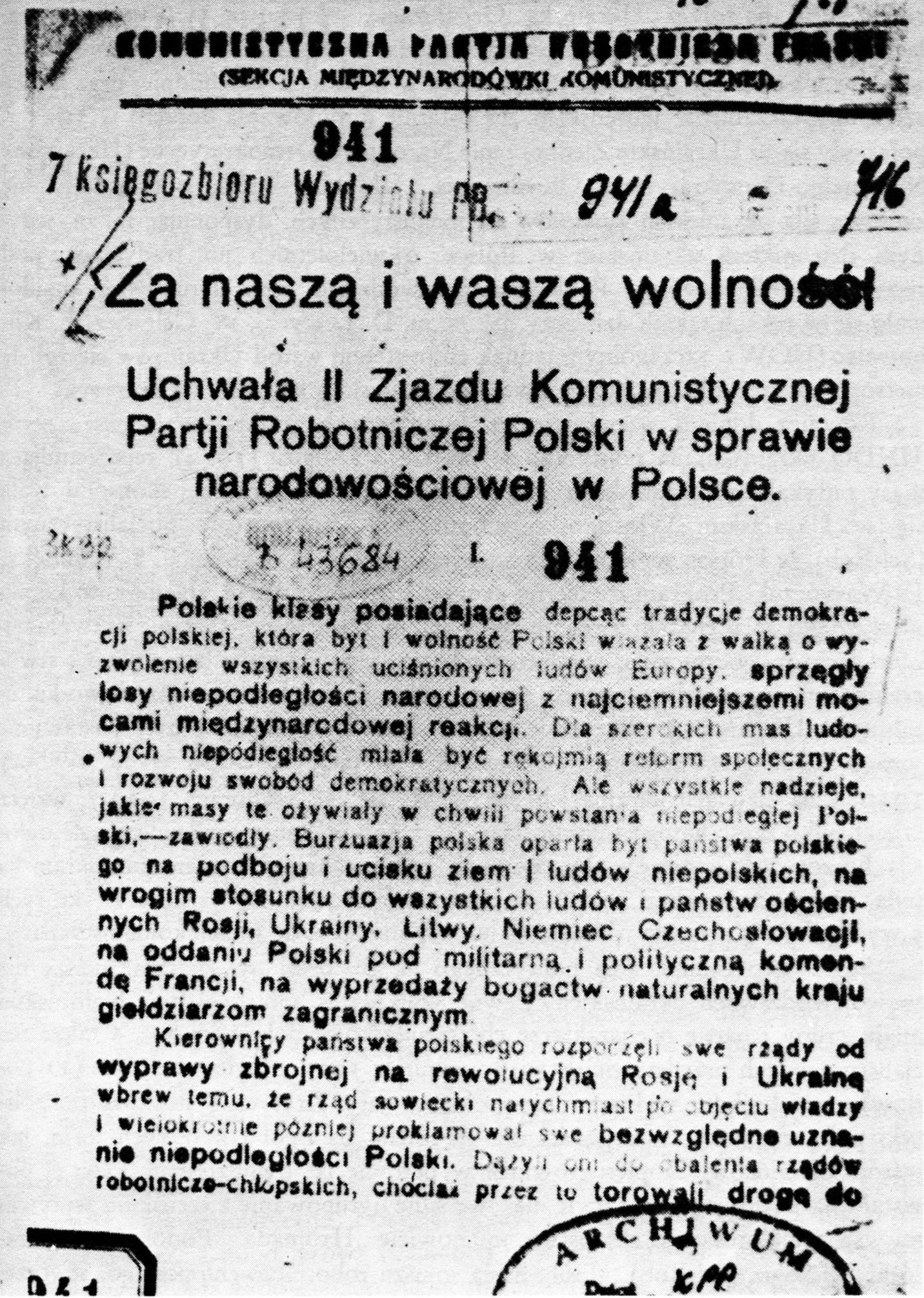
Resolución del partido de 1923 censurando el comportamiento agresivo de Polonia.

Puesto que las fronteras con Rusia no estaban acordadas, Polonia acabó aliándose con los independentistas ucranianos y lanzó una ofensiva contra los bolcheviques en abril de 1920. Pero el Ejército Rojo contraatacó y se lanzó a la conquista de Polonia con un grupo de comunistas polacos a su lado entre los que se encontraba Feliks Dzierzynski. Los trabajadores de otros países protestaron contra lo que consideraban una agresión polaca, pero los obreros y campesinos de Polonia desoyeron los llamamientos comunistas a no combatir contra los rusos. A mediados de agosto, una arriesgada contraofensiva de Pilsudski destrozó al ejército ruso. La Paz de Riga de 18 de marzo de 1921 estableció unas fronteras polacas más al este de la línea Curzon y acabó con la ambición comunista de llevar la revolución hasta el corazón de Europa.
En junio de 1920, en plena ofensiva rusa, el PCTP había difundido panfletos llamando a los soldados polacos a volver sus armas contra sus oficiales y luchar junto a los soviéticos. Este comportamiento dio lugar a acusaciones de traición y a críticas que llegaron también del resto de la izquierda. Si la larga partición de Polonia había creado un sentimiento antirruso y antigermano en la población, la guerra contra los bolcheviques acentuó la rusofobia y la entremezcló con un profundo anticomunismo. Este arraigó con fuerza, incluso entre la clase trabajadora polaca.

## La democracia
El 17 de marzo de 1921 se aprobó la Constitución definitiva que creaba un parlamento bicameral con un reparto de escaños proporcional. Sin embargo, la incapacidad de los comunistas polacos para comprender la importancia de la cuestión nacional y las aspiraciones del campesinado a una reforma agraria, y para elaborar una estrategia que pudiera atraer a la población hacia su causa hicieron que el nuevo partido iniciara su actuación en condiciones muy desfavorables. De esta forma, en las elecciones legislativas de 1922, el PCTP obtuvo escasamente el 1,5% de los votos.
La llegada al poder de Stalin en la Unión Soviética no benefició al partido, algunos de cuyos dirigentes se habían alineado con Trotski. La Internacional Comunista impuso un cambio de dirección y la entrada en ella de personas más afines al nuevo mandatario del PCUS, como Leszynski y Domsky.

## La dictadura

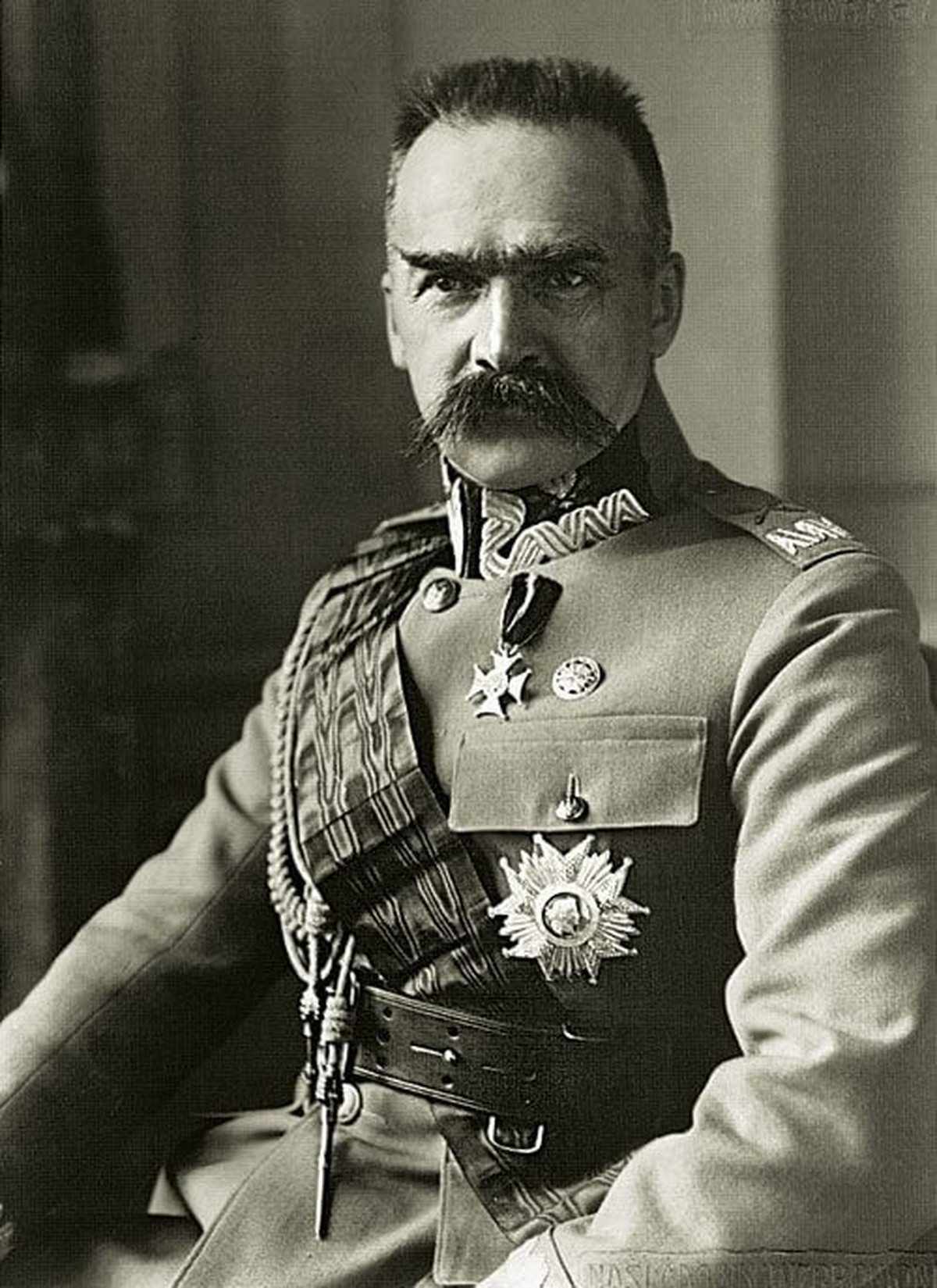
La dictadura de Pilsudski persiguió al PCP.

Cuando el 12 de mayo de 1926 el mariscal Pilsudski dio un golpe de Estado contra lo que consideraba un grupo de políticos corruptos e incapaces de entenderse, el Partido Comunista fue la única fuerza de la izquierda que se le opuso desde un principio. Por el contrario los socialistas le apoyaron con una huelga que impidió el traslado de tropas leales al gobierno constitucional. El partido continuó en la oposición. Sin embargo, cuando el centro-izquierda plantó cara al dictador a finales de 1929, el intento fracasó por su incapacidad para entenderse con la derecha de los Demócratas Nacionales, con los comunistas y con las diversas minorías nacionales (ucranianos, bielorrusos, germanos y judíos, principalmente). En ese mismo año, el Partido Comunista Polaco fue definitivamente ilegalizado por el gobierno, lo que incrementó su dependencia respecto de la Unión Soviética.
El endurecimiento de la represión, los efectos económicos de la Gran Depresión y la tendencia general en Europa a favor de posturas antidemocráticas provocaron una radicalización de las posiciones que aumentó algo los apoyos del Partido Comunista durante los primeros años 30. Sin embargo, muchos de sus militantes acabaron encerrados en el «campo de aislamiento» de Bereza Kartuska, creado en 1934 para internar a comunistas, ultraderechistas y nacionalistas ucranianos, que eran los sectores más perseguidos por el régimen.
El partido tampoco concedió la necesaria importancia a la actividad sindical. Hacia 1931 Wladislaw Gomulka había conseguido organizar un apoyo obrero importante, pero el sector no tenía apenas poder de decisión dentro del partido. En febrero de 1932 se estima que el 59% de los militantes eran intelectuales, y solo un 10% eran obreros.
El PCP nunca llegó a tener demasiada fuerza. En sus últimos tiempos pudo alcanzar los 10.000 militantes. Su propósito era no solo implantar la dictadura del proletariado, sino también conseguir la integración de Polonia en la Unión Soviética. Para ello, se enfrentaba contra el «bando fascista» utilizando la violencia con el apoyo de Moscú. Además, se mostraba a favor de las reivindicaciones territoriales soviéticas. Esta posición era considerada «antinacional» y le impidió aumentar sus apoyos.
La táctica de creación de «frentes populares» preconizada por la Komintern no tuvo ningún éxito en Polonia. De hecho, en 1937 Stalin asesinó a la mayoría de los dirigentes del PCP y, al año siguiente, disolvió el partido de forma definitiva. El dictador georgiano pensaba que la resistencia del partido a obedecer sus mandatos era la demostración de que estaba infiltrado por espías. La Internacional Comunista no se limitó a disolverlo, sino que acordó incluso prohibir su reconstitución. La justificación fue una mezcla de acusaciones de luxemburguismo, infiltración imperialista y policial y trotskismo. Entre los ejecutados se encontraban antiguos amigos de Lenin, como Adolfo Warski-Warszawski y Wieczislaw Bronski, y otros líderes como Maximiliano Walecki y Wera Kostrzewa. Gomulka se salvó porque se encontraba encarcelado en Polonia debido a su actividad revolucionaria.